# Vapaudentien puisto
Le parc de Vapaudentie (finnois : Vapaudentien puisto) est un parc de Palosaari à Vaasa en Finlande.

## Présentation
Le parc, dispose d'une aire de jeux spacieuse pour les enfants, ainsi que de pelouses. 
Le parc a des bancs et des tables pour les visiteurs.